# Festival ARC
El Festival de las Artes Región de Coquimbo, (ARC) es un evento internacional que conjuga diversas expresiones artísticas, se realiza en la Región de Coquimbo, Chile, durante la segunda quincena de cada enero.
Es producido por el Consejo Nacional de la Cultura y las Artes de la Región de Coquimbo. Cuenta con financiamiento del Consejo Nacional de la Cultura y las Artes, el Gobierno Regional de Coquimbo y la empresa privada; además de la colaboración de los 15 municipios de la región. Integra artistas regionales, nacionales e internacionales, constituyéndose en una plataforma para el desarrollo de todas las disciplinas artísticas y en un espacio de interacción con la comunidad. Todas sus actividades son gratuitas.
Actualmente es el más grande en su tipo en Chile debido a la territorialidad (abarca las 15 comunas de la Región) y a las más de 150 actividades que programa entre talleres, charlas y espectáculos. Solo en su versión 2014 tuvo más de 80 mil espectadores.
Algunos de los artistas que han pasado por el ARC son Francisca Valenzuela, Sammy Benmayor, Astro, Juan Radrigán, Fernando Ubiergo, Gepe, Thomas Bentin, Jaime Lorca, Voala Project, Pedro Piedra, Joe Vasconcellos, Cristián Cuturrufo, Valentín Trujillo, Silvio Caiozzi, Los Tres, Gonzalo Ilabaca, entre muchos otros.

## ARC 2015
La versión 2015 del Festival se realizó entre el 17 de enero y el 1 de febrero y la parrilla completa, popularmente conocida como LineARC, se dio a conocer el viernes 2 de enero.